# آرام حسن زاده
آرام حسن زاده (فارسی: آرام حسن زاده؛ زادهٔ ۲۲ آوریل ۱۹۹۴) بازیکن فوتبال اهل فنلاند است. او در باشگاه Kokkolan Palloveikot بازی کرده است.